# タモアンチャン

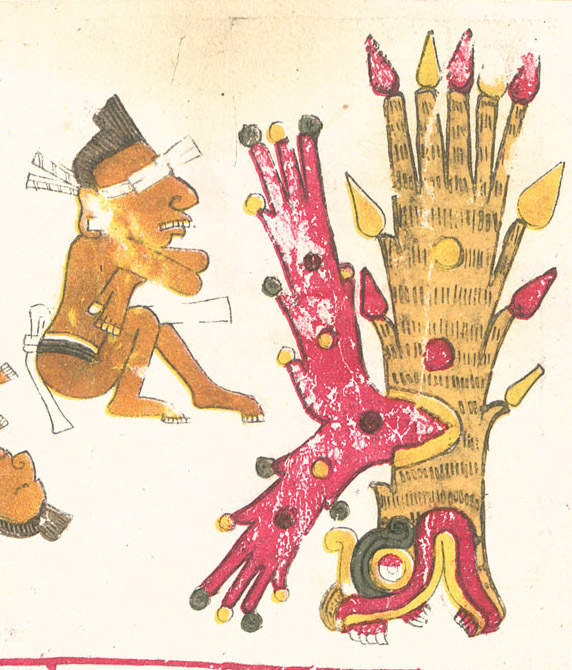
ボルジア絵文書に見えるタモアンチャンの不思議な木

タモアンチャン（Tamoanchan）とは、アステカ神話のさまざまな創造説話に登場する伝説上の地名で、一種の楽園として伝えられる。

## 概要
タモアンチャンは泉や川や森にあふれ、資源に満ちた楽園であり、神々が住む土地である。
タモアンチャンは図像的には風変わりな樹木で表される。図像上は幹から血を流し、根はシパクトリになっていることが多い。詩によると、この木は2つに裂けて互いにからみつき、宝石に満たされている。枝からは人を酔わせる花やケツァールの羽がふりそそぐ。木の上には珍しい鳥が飛びまわる。木はあらゆる種類の花をつけ、この木に触れた恋人たちは幸せになれるという。
タモアンチャンという語はナワトル語では説明がつかず、マヤ語で「もやの多い土地」と解釈する説がある。これはタモアンチャンに関する記述がメキシコ湾岸の低地を思わせることに一致する。

## 伝説
タモアンチャンは現在の人類の創造説話に出てくる。ケツァルコアトルは地下のミクトランに行って、過去に大洪水で滅ぼされた人類の骨をタモアンチャンに持ち帰った。女神シワコアトルは骨をメタテで挽いて粉にし、ヒスイの盆に入れた。ケツァルコアトルや他の神々が盆に血を注ぐことで人類が誕生した。
タモアンチャンはトウモロコシの起源説話にも登場する。チマルポポカ文書によると、ケツァルコアトルは赤蟻がトナカテペトル山からトウモロコシの実を運んできたのを見て、これを人間の食糧にしようと考えた。ケツァルコアトルは自ら黒蟻に変身し、赤蟻に案内させてトナカテペトルへ行き、トウモロコシの実を入手した。その後タモアンチャンにトウモロコシを植えた。
また、フィレンツェ絵文書ではタモアンチャンでプルケが発明されたとする。